# Norman Rockwell
Norman Percevel Rockwell (n. 3 februarie 1894, New York City, New York, SUA – d. 8 noiembrie 1978, Stockbridge, Massachusetts, SUA) a fost un desenator, ilustrator și pictor american. Lucrările sale se bucură de o deosebită popularitate în Statele Unite ale Americii, acesta fiind considerat o parte vitală a reprezentării culturii americane.
Rockwell a fost un artist prolific, producând peste 4.000 de lucrări originale în timpul vieții sale. Cele mai multe dintre lucrările sale care au supraviețuit se află în colecții publice. Rockwell a fost, de asemenea, însărcinat să ilustreze peste 40 de cărți, printre care Tom Sawyer și Huckleberry Finn, precum și să picteze portretele președinților Eisenhower, Kennedy, Johnson și Nixon, precum și cele ale unor personalități străine, printre care Gamal Abdel Nasser și Jawaharlal Nehru. Printre subiecții portretelor sale s-a numărat Judy Garland. Unul dintre ultimele sale portrete a fost cel al colonelului Sanders, în 1973. Contribuțiile sale anuale pentru calendarele Boy Scouts între 1925 și 1976 (Rockwell a primit în 1939 premiul Silver Buffalo Award, cea mai înaltă distincție pentru adulți acordată de Boy Scouts of America), au fost doar puțin umbrite de cele mai populare lucrări ale sale pentru calendare: ilustrațiile Patru anotimpuri pentru Brown & Bigelow, publicate timp de 17 ani începând cu 1947 și reproduse în diferite stiluri și dimensiuni începând cu 1964. A creat ilustrații pentru reclame pentru Coca-Cola, Jell-O, General Motors, Scott Tissue și alte companii. Ilustrații pentru broșuri, cataloage, postere (în special pentru promovarea filmelor), partituri, timbre, cărți de joc și picturi murale (inclusiv Yankee Doodle Dandy și God Bless the Hills, care a fost finalizată în 1936 pentru Nassau Inn din Princeton, New Jersey) au completat opera lui Rockwell ca ilustrator.
Artistul și-a împrumutat stilul la realizarea decorurilor folosite în serialul de teatru TV Povestile Magice cu Shelley Duvall.

## Opere

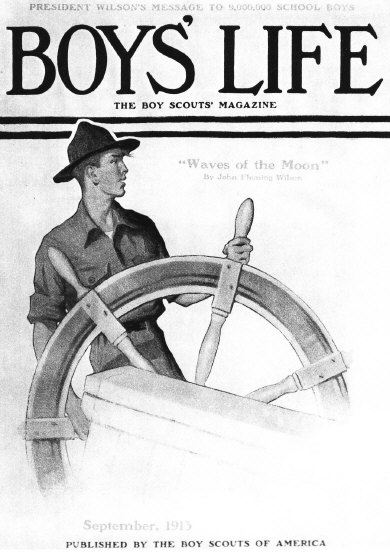
Scout at Ship's Wheel, copertă de Rockwell din 1913
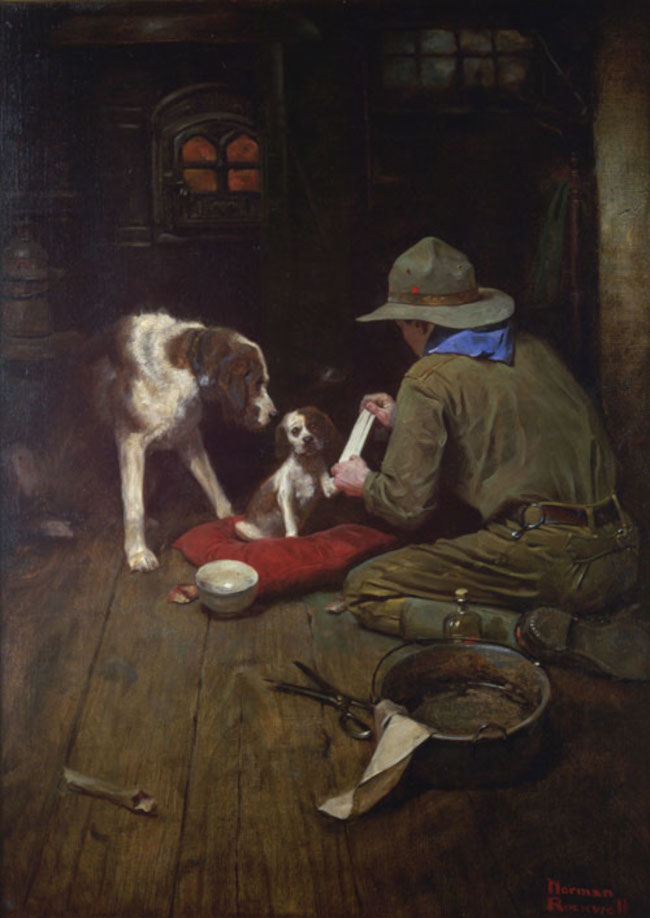
Primul calendar Scouting al lui Rockwell, 1925
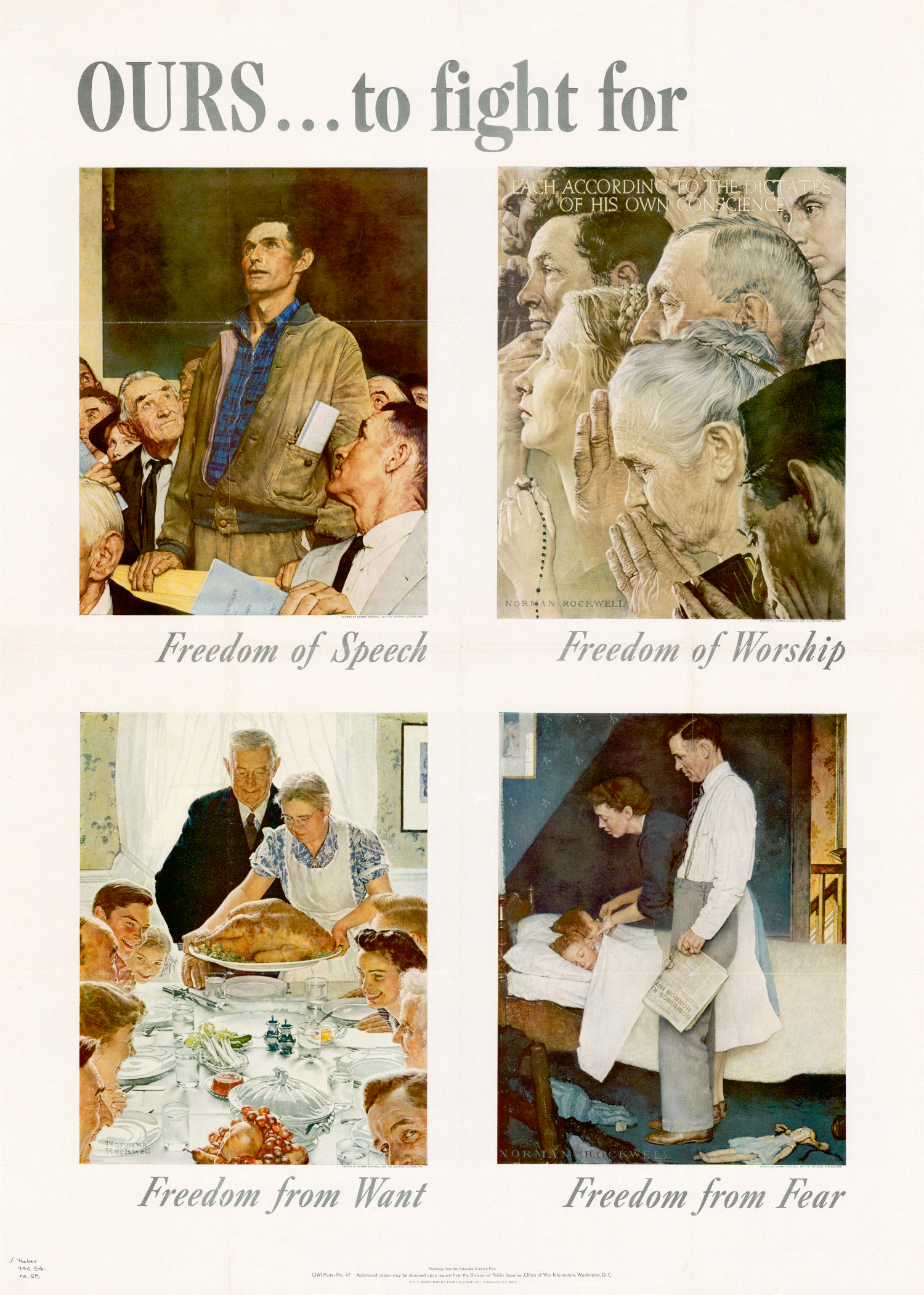
Cele patru libertăți